# وزارة الرياضة والشباب (قطر)
وزارة الرياضة والشباب هي إحدى وزارات الحكومة القطرية وتقع في الدوحة. تضم الوزارة 456 شركة تابعة وأكثر من 600 موظف. وتتعاون مع العديد من اللجان والمرافق. تم تأسيس وزارة الرياضة والشباب بموجب مرسوم أميري رقم 16 لعام 2014 بهدف تعزيز الشباب وتطوير مهاراتهم، مساعدتهم على أداء واجباتهم، ورفع مستوى الرياضة في البلاد. 
في عام 2016، تم دمج وزارة الرياضة والشباب مع وزارة الثقافة، وفي عام 2021 تم إصدار مرسوم أميري يفصل وزارة الثقافة عن وزارة الرياضة والشباب. يرأس الوزارة حالياً الشيخ حمد بن خليفة بن أحمد آل ثاني.